# Arrhytmus fenestratus
Arrhytmus fenestratus là một loài bọ cánh cứng trong họ Cerambycidae.